# Marcus Julien
Marcus Julien (né le 30 décembre 1986 à Grenade) est un joueur de football international grenadien, qui évoluait au poste d'attaquant.

## Biographie

### Carrière en sélection
Avec l'équipe de Grenade, il joue 11 matchs (pour 7 buts inscrits) depuis 2010. Il figure notamment dans le groupe des sélectionnés lors des Gold Cup de 2009 et de 2011.